# 茨木市立穂積小学校
茨木市立穂積小学校（いばらきしりつ ほづみしょうがっこう）は、大阪府茨木市にある公立小学校。

## 歴史
- 1981年4月 - 茨木市立春日丘小学校より分離開校。
- 1981年7月 - プール竣工。
- 1982年3月 - 校歌制定。
- 1983年3月 - 桜を植樹。
- 1984年4月 - 養護学級を設置。
- 1992年2月 - コンピュータ室完成。

## 通学区域
- 茨木市 松ヶ本町、下穂積1丁目・2丁目・4丁目、穂積台、紫明園の一部、宇野辺1丁目・2丁目、東宇野辺町

卒業生は基本的に茨木市立西陵中学校へ進学する。

## アクセス
- 大阪モノレール 宇野辺駅より徒歩10分
- 東海道本線（JR京都線） 茨木駅 西へ約1km。
- 阪急バス 下穂積バス停より西へ300m